# 末吉俊信
末吉 俊信（すえよし としのぶ、1927年2月11日 - 2016年2月24日）は、プロ野球選手（投手）。サイドスローでカーブやシュートを得意とした。

## 経歴
福岡県立小倉中学校（現福岡県立小倉高等学校）を卒業後、甲種予科練習生として松山海軍航空隊に入隊。松山基地が空襲を受けて焼失すると、広島県海田市の部隊に転属になった。ここでは、何度か公用で広島へ行っていたが、最後に行ったのが1945年8月5日で1日違いで原爆投下からのがれたという。同年10月に復員すると、八幡製鐵に入社して整員課に勤務。ここでは、所長の三鬼隆にかわいがられていた。
1947年に早稲田大学に進学。この年の夏の甲子園で、母校小倉中学の応援に行った際、エースが従兄弟同士であったことから、試合前の打撃練習に飛び入り参加。ここで、末吉は右肘の不調をおして200球ほど投球したために、肘を痛めて上手から投げられなくなり、横手投げに転向した。早稲田大学野球部ではエースとして活躍。東京六大学野球リーグでは在学中5度の優勝を経験、1950年春季リーグからの3連覇にも大きく貢献した。リーグ通算83試合登板、44勝20敗を記録。83試合登板は若林忠志に次ぐリーグ歴代2位、44勝は山中正竹、江川卓に次ぐリーグ歴代3位。44勝のうち10勝は早慶戦で挙げたもので歴代最多。
卒業に当たって、八幡製鐵社長となっていた三鬼隆と、小倉中学の先輩である電通社長の吉田秀雄から就職の勧誘を受ける。しかし、読売ジャイアンツが明治大学エースの入谷正典を入団させたことから、これに対抗するために毎日オリオンズが、早稲田大学エースの末吉を獲得に動く。毎日から強い勧誘を受けた末吉が吉田に事情を伝えたことから、吉田の口添えも得て、契約金100万円、月給5万円、毎日新聞社の出向社員扱い、との好条件で毎日へ入団した。
1952年3月25日に東急フライヤーズを相手に先発し初勝利。6月上旬までに4勝を挙げて、オールスターゲームにも出場した。同年は6勝を挙げて将来を嘱望されたが、故障もあって2年目以降は伸びず、1954年限りで引退。
引退すると、毎日新聞の社会部記者となり、同年12月に末吉のファンであった東京大学教授・細谷省吾の娘と見合い結婚する。1966年に伊勢丹の関連会社で婦人子供服専門店マミーナ目黒店の店長に転職、1971年からモダンファニチャーセールス（現 : ハーマンミラー・ジャパン）代表、1976年からは伊勢丹会館取締役を務めた。

## 詳細情報

### 年度別投手成績
| 年 度     | 球 団     | 登 板 | 先 発 | 完 投 | 完 封 | 無 四 球 | 勝 利 | 敗 戦 | セ 丨 ブ | ホ 丨 ル ド | 勝 率 | 打 者 | 投 球 回 | 被 安 打 | 被 本 塁 打 | 与 四 球 | 敬 遠 | 与 死 球 | 奪 三 振 | 暴 投 | ボ 丨 ク | 失 点 | 自 責 点 | 防 御 率 | W H I P |
| --------- | --------- | ----- | ----- | ----- | ----- | -------- | ----- | ----- | -------- | ----------- | ----- | ----- | -------- | -------- | ----------- | -------- | ----- | -------- | -------- | ----- | -------- | ----- | -------- | -------- | ------- |
| 1952      | 毎日      | 25    | 11    | 1     | 0     | 0        | 6     | 6     | --       | --          | .500  | 370   | 89.0     | 81       | 4           | 52       | --    | 1        | 32       | 4     | 1        | 42    | 34       | 3.44     | 1.49    |
| 1953      | 毎日      | 11    | 8     | 2     | 0     | 0        | 1     | 4     | --       | --          | .200  | 214   | 46.2     | 54       | 3           | 28       | --    | 3        | 13       | 1     | 0        | 32    | 30       | 5.74     | 1.76    |
| 1954      | 毎日      | 11    | 5     | 0     | 0     | 0        | 1     | 2     | --       | --          | .333  | 126   | 27.1     | 28       | 2           | 15       | --    | 0        | 7        | 1     | 0        | 15    | 9        | 2.89     | 1.57    |
| 通算：3年 | 通算：3年 | 47    | 24    | 3     | 0     | 0        | 8     | 12    | --       | --          | .400  | 710   | 163.0    | 163      | 9           | 95       | --    | 4        | 52       | 6     | 1        | 89    | 73       | 4.03     | 1.58    |

### 記録
- オールスターゲーム出場：1回 （1952年）

### 背番号
- 21 （1952年 - 1954年）

## 関連書籍
- 富永俊治『早慶戦百年 激闘と熱狂の記憶』講談社、2003年
- 近藤唯之『背番号の消えた人生』新潮文庫、1985年